# Пам’ять Паризької Комуни
Пам’ять Паризької Комуни (рос. Память Парижской Коммуны) — селище в Борському міському окрузі Нижньогородської області Російської Федерації.
Населення становить 3761 особу. Входить до складу муніципального утворення Міський округ місто Бор.

## Історія
Від 2010 року входить до складу муніципального утворення Міський округ місто Бор.

## Населення
| 2002 | 2010  |
| ---- | ----- |
| 4072 | ↘3761 |